# Колесниченко, Василий Ефремович
Васи́лий Ефре́мович Колесниче́нко  (1915—1942) — Герой Советского Союза, лётчик 573-го истребительного авиационного полка 101-й истребительной авиационной дивизии ПВО Воронежско-Борисоглебского дивизионного района ПВО, младший лейтенант.

## Биография
Родился 4 апреля 1915 года в селе Кропивницкое (ныне Новоукраинского района Кировоградской области).
Участник войны с июня 1941 года. На его счету 93 боевых вылета. В 1942 году в воздушном бою под Воронежем, будучи ранен в обе ноги, горящим самолётом таранил вражеский бомбардировщик. Приземлился на парашюте, был доставлен в госпиталь, где и скончался от ран и ожогов. Похоронен в Воронеже в братской могиле № 15 в Парке юннатов.
За мужество и героизм Колесниченко Василию Ефремовичу посмертно присвоено звание Героя Советского Союза.

## Память
Его именем названа улица в городе Воронеж.